# Sergej Bykov
Sergej Vladimirovič Bykov (in russo Сергей Владимирович Быков?; Novodvinsk, 26 febbraio 1983) è un ex cestista e allenatore di pallacanestro russo.
Alto 190 cm, giocava come guardia.

## Carriera
Con la Russia ha disputato i Giochi olimpici di Pechino 2008, i Campionati mondiali del 2010 e tre edizioni dei Campionati europei (2007, 2009, 2011).

## Palmarès
- Campionato russo: 1

CSKA Mosca: 2010-11
- Coppa di Russia: 1

UNICS Kazan: 2013-14
- ULEB Cup - Eurocup: 2

Dinamo Mosca: 2005-06
Lokomotiv Kuban: 2012-13